# Owain mab Urien
Owein mab Urien (Owain in gallese, Eugenius in latino e Owen in inglese; c. 510 – c. 595) fu sovrano del Rheged settentrionale.
Sebbene sia ritenuto un personaggio storico, la sua figura è legata soprattutto alle leggende del ciclo arturiano, dove compare con il nome di Sir Yvain (talvolta italianizzato in Ivano).
La sua data di nascita è probabilmente il 510, anche se la data del 550 si adatta meglio ad alcuni eventi della sua vita.

## Storia
Era il figlio maggiore di Re Urien. Combatté al fianco del padre per difendere i confini del regno, come nella battaglia di Argoed Llwyfain (oggi Leeming Lane, York), dove uccise Theodoric Fflamddwyn della Bernicia. A Caer-Ligualid (Carlisle) prese una nuova moglie, Penarwen figlia di Culfanawyd, che però si rivelò fedifraga, anche se lui fece finta di nulla per convenienza. Owein si innamorò della giovane principessa Thaney, figlia di Lot Luwddoc, re di Gododdin, ma, in quanto uomo sposato, il loro amore era proibito. Rimasta incinta, Thaney subì molte torture prima che i due potessero finalmente riunirsi nel Rheged.
Dopo l'assassinio del padre Urien, nel 590, Owein rimase sul trono per pochi anni, perché attaccato da ogni parte dai vecchi nemici-alleati paterni. Suo fratello Elffin fu attaccato da Gwallawc Marchawc Trin, re dell'Elmet. Lo stesso Owein, insieme al fratello Pasgen, fu costretto a dare battaglia a re Dunaut Bwr del Pennines settentrionale. Allora, re Morcant Bulc del Bryneich e Bran, forse suo fratello, mossero in armi contro Owein, che fu ucciso. Dopo la sua morte, il Rheged cadde nel caos e si ridusse considerevolmente in estensione, cessando di essere una potenza effettiva.
Morì attorno al 595. Fu sepolto a Llan-Forfael o a Lan-Heledd (né l'una né l'altra località sono state identificate), ma un'altra tradizione indicherebbe il cimitero della chiesa di san'Andrea nel Penrith come luogo della sua tomba; non si esclude che la tomba sia davvero quella del successivo Owen Cesarius.
Owein sarebbe stato padre di san Kentigern Garthwys di Denw, figlio di "Leuddun", comunemente identificato con Lot Luwddoc del Lothian.

## Leggenda
Owain, reso anche come Ywain, Yvain, o in italiano con Ivano, è un personaggio prominente nella mitologia gallese e nella letteratura del ciclo arturiano. Viene associato a re Artù, nella cui corte avrebbe speso molta della sua giovinezza. La pace tra i due, però, fu fatta solo dopo un'iniziale rivalità e dopo una feroce battaglia descritta ne Il Sogno di Rhonabwy (Mabinogion): Yvain e Artù giocano ad un'antica forma di scacchi (il gwyddbwyll), mentre i loro eserciti si affrontano sul campo. Dopo un rovesciamento di fronte, Yvain ottenne la vittoria. Dopodiché si schierò con Artù.
Yvain è l'eroe di una delle opere più conosciute di Chrétien de Troyes, Yvain il cavaliere del leone, che è basato sull'antico poema gallese Iarlles y Ffynnawn: vi si narra delle sue avventure in Bretagna contro draghi e giganti.
Compare sempre nel Mabinogion nella storia Owain, o la dama della fontana e anche nella Historia Regum Britanniae di Geoffredo di Monmouth. Compare anche, come eccellente cavaliere nei tardi romanzi arturiani, per esempio nel ciclo Lancillotto in prosa; e anche in un'opera di Thomas Malory, Morte di Artù.
In alcune versioni dei poemi arturiani Yvain è presentato come figlio di Urien e nipote di Artù e in opere tarde anche come figlio di Morgana la Fata. Avrebbe avuto un fratellastro omonimo, Yvain il Bastardo. I poemi gallesi gli attribuiscono una sorella gemella, Morfydd, e come nipote materno di Artù sarebbe cugino di Gawain e del clan delle isole Orkney.

## Nell'arte
- Scene tratte dalle vicende di Yvain sono presenti negli affreschi di Castello di Rodengo in Alto Adige.